# Слово и дело
Слово и дело (на украински: Слово і Діло) е информационна агенция в Украйна. Представлява аналитичен портал, който проверява изпълнението на обещанията, дадени от украински политици и официални лица.
През 2019 г. Институтът за масова информация включва агенцията в групата от 10 украински медии, които най-добре отговарят на критериите за качество и професионализъм за медиите.

## История
Информационна агенция „Слово и дело“ е основана през 2008 г. от Катерина Александровна Питенина.
Според аналитичния сайт „Вокс Украйна“ порталът „Слово и дело“ започва своята дейност на 12 декември 2011 г. „Слово и дело“ отразява информация за обещанията и състоянието на тяхното изпълнение от водещи украински политици и официални лица. Преследва целта за придържане към принципа на открито управление и отчетност на политиците и служителите на публичната администрация пред обикновените граждани.
Към март 2012 г. сайтът съдържа данни за повече от 600 души, около 5000 от техните обещания. Към 2017 г., за осем години работа, екипът на „Слово и дело“ събира над 40 хиляди обещания.